# Albettone
Albettone är en ort och kommun i provinsen Vicenza i regionen Veneto i Italien. Kommunen hade 2 027 invånare (2018).